# Маљчики
Маљчики (рус.  — „момци”) је други сингл југословенског новоталасног бенда Идоли. Такође се нашао на новоталасној компилацији Пакет аранжман.

## Историја
Влада Дивљан, члан Идола, желио је да направи пјесму која би била пародија на совјетски социјалистички реализам. Пјесма описује врсту људи сличних Андреју Стаханову (јунак социјалистичког рада) - пролетере који се сваког јутра буде са ентузијазмом и одлазе да раде у рудник или металуршку фабрику. На званичном издању пјесме појављују се сљедећи стихови: „Пламене зоре буде ме из сна; Фабричка јутра, дим из димњака“.
Идоли су песму објавили у две верзије: она која је снимљена у Загребу децембра 1980, месец и по касније објавио је Југотон, а верзија снимљена у београдском студију Друга маца ране јесени 1980. нашла се као једна од четири песме Идола на компилацији „Пакет аранжман“. 
Уживо верзија пјесме "Маљчики" се нашла на албуму Владе Дивљана „Одбрана и Заштита“.